# Dámon
Dámon, filho de Damônides, foi um musicólogo grego que viveu durante o século V a.C.. Pertenceu ao demo ateniense de Oē (também grafado Oa). É conhecido por ter sido professor e conselheiro de Péricles.

## Música
A especialidade de Dámon teria sido a música, embora alguns estudiosos acreditem que esta teria apenas sido uma fachada para uma influência mais abrangente sua nas posições políticas de Péricles. Dámon teria, por exemplo, sido responsável por aconselhar Péricles a instituir a política de remunerar financeiramente os jurados por seus serviços; esta política foi amplamente criticada, e Dámon teria até mesmo sido condenado ao ostracismo por ela, provavelmente em algum ponto do final do século.
Platão menciona Dámon diversas vezes em sua República como um especialista em música, a quem se devia reverência no assunto. Em sua obra Laques Dámon é mencionado como um pupilo de Pródico e Agátocles; o primeiro foi um sofista despudorado, enquanto o segundo teria utilizado-se de seus conhecimentos musicais como uma fachada para suas atividades como sofista.
Muitos dos estudos de Dámon abordaram as harmoniai, classificando e descrevendo as diversas harmonias; é creditado por alguns acadêmicos como sendo o criador das categorias 'hiper-' e 'hipo-' (como por exemplo o modo hipofrígio). Fez o mesmo com a métrica poética. Além deste aspecto técnico de sua obra, também concentrou-se nas consequências sócio-políticas da música, através do que veio a ser chamado de 'teoria do ethos', e foi o primeiro a estudar o efeito de diferentes tipos de música no humor das pessoas. Para o classicista Robert W. Wallace, teria sido o interesse de Péricles por este tipo de estudo que levou ao ostracismo de Dámon.

## Damônides
Os textos existentes da Athenaion Poleteia aristotélica mencionam "Damônides" como um conselheiro de Péricles. Esta menção do nome é considerada quase que universalmente nos dias de hoje como um erro editorial, e que o texto original se referia a "Dámon, filho de Damônides". O fato parece ser confirmado pelas ostraka recuperadas, e que contêm o nome "Dámon, filho de Damônides".